# Midvale (Utah)
Midvale je město v okresu Salt Lake County ve státě Utah ve Spojených státech amerických. K roku 2010 zde žilo 27 964 obyvatel. S celkovou rozlohou 15,1 km² byla hustota zalidnění 1 900 obyvatel na km².